# سينسيو مانتوفاني
سينسيو مانتوفاني (بالإيطالية: Cencio Mantovani)‏ مواليد 17 أكتوبر 1941 في إيطاليا - الوفاة 21 أكتوبر 1989 في إيطاليا، كان دراج إيطالي. سبق أن شارك في دورة الألعاب الأولمبية الصيفية وفاز بميدالية أولمبية.

## الميداليات
| الميدالية | المسابقة                       |
| --------- | ------------------------------ |
| فضية      | الألعاب الأولمبية الصيفية 1964 |

## روابط خارجية
- سينسيو مانتوفاني على موقع أرشيف الدراجات (الإنجليزية)
- سينسيو مانتوفاني على موقع إحصائيات الدراجات الإحترافية (الإنجليزية)
- سينسيو مانتوفاني على موقع CycleBase (الإنجليزية)
- سينسيو مانتوفاني على موقع اللجنة الأولمبية الدولية (الإنجليزية)
- سينسيو مانتوفاني على موقع أوليمبيديا (الإنجليزية)
- سينسيو مانتوفاني على موقع اللجنة الأولمبية الإيطالية (الإيطالية)